# Риччи, Микеланджело
Микеланджело Риччи (итал. Michelangelo Ricci; 30 января 1619, Рим, Папская область — 12 мая 1682, там же) — итальянский куриальный кардинал. Секретарь Священной конгрегации индульгенций и священных реликвий c 4 августа 1667 по 2 сентября 1681. Кардинал-дьякон с 1 сентября 1681, с титулярной диаконией Санта-Мария-ин-Аквиро с 17 ноября 1681 по 12 мая 1682.